# 김종무 충신 정려비
김종무 충신 정려비(金宗武 忠臣 旌閭碑)는 대한민국 경상북도 구미시 고아읍 원호리에 있는 정려비이다. 1999년 8월 9일 경상북도의 기념물 제132호로 지정되었다.

## 개요
정려비란 충신·효자·열녀 등의 언행과 정신을 기리기 위하여 그들이 살던 마을의 입구에 세우는 비로, 이 비는 임진왜란 때 활약한 김종무(1548∼1592)의 충절을 기리고 있다.
임진왜란이 터지던 당시 사근도찰방을 맡고 있던 김종무는 후퇴를 하는 도중 상주 지역 순변사 이일의 수하에 들어갔다. 그 후 상주판관 권길과 함께 왜군과 싸우다 상주 북천전투에서 장렬히 전사하였다. 숙종 1년(1675) 충신으로 임명되고, 정조 14년(1790) 이조참의, 고종 8년(1871) 이조판서에 증직되었다.
비는 비각 안에 보존되어 있으며 비문에는 ‘충신김종무지려’라 새겼다. 현판에는 김종무의 공적과 1675년 이래의 정표와, 상주 충렬사에 위패를 모신 일, 그가 죽은 후 벼슬이 높아진 내용 등이 기록되어 있다. 비와 비각의 건립연대는 숙종 1년(1675)이며, 비각은 고종 33년(1890)에 중건된 바 있다.

## 같이 보기
- 김종무

## 참고 문헌
- 김종무충신정려비 - 국가유산청 국가유산포털